# Шкарбан Микола Іванович
Мико́ла Іва́нович Шкарба́н (23 грудня 1936, Кулажинці) — народний депутат України 1-го скликання, вчений агроном.
Народився у с. Кулажинцях Гребінківського району Полтавської обл., в селянській сім'ї. Закінчив Полтавський сільськогосподарський інститут.
- 1951 Студент Березово-Рудківського сільськогосподарського технікуму Полтавська обл.
- 1955 Служба в Радянській Армії.
- 1957 Бригадир, агроном колгоспу ім. Дзержинського, Глобинського р-ону Полтавської обл.
- 1960 Молодший агроном племзаводу «Жовтень».
- 1960 інструктор Глобинського РК КПУ.
- 1961 Агроном, секретар парткому, директором племзаводу «Жовтень» Глобинського р-ону.
- 1974 Секретар Глобинського РК КПУ.
- 1974 Інструктор Полтавського ОК КПУ.
- 1974 Голова виконкому Кобеляцької районної Ради.
- 1975 Перший секретар Кобеляцького РК КПУ.
- 1983 Голова колгоспу «Радянський» Кобеляцького р-ону.
- 1994 Президент Асоціації фермерів України.

Член КПРС 1960—1991; депутат районної та сільської Рад; голова УСДП, голова ради АФУ.
Висунутий кандидатом у народні депутати трудовими колективами колгоспів «Радянський», ремонтного підприємства Кобеляцького р-ону. 18.03.1990 обраний Народним депутатом України за Кобеляцьким виборчим округом № 327 (Полтавська область, 2-й тур 54.89 % голосів, 6 претендентів.
Входив до груп «Аграрники», «Земля і воля». Член Комісії ВР України з питань державного суверенітету, міжреспубліканських і міжнаціональних відносин.
Нагороджений двома орденами «Знак Пошани» та медалями.
Одружений, має дитину.

## Джерело
- Картка на сайті ВРУ